# La Haba
La Haba là một đô thị ở tỉnh Badajoz, Extremadura, Tây Ban Nha. Theo điều tra dân số năm 2005 của INE), đô thị này có 1.441 dân. Đô thị này có diện tích 87 km², nằm ở độ cao 305 m trên mực nước biển, cách thủ phủ Badajoz 120 km. Mã số bưu chính là 06714.

## Biến động dân số
| 1993  | 1995  | 1998  | 1999  | 2001  | 2003  | 2005  |
| ----- | ----- | ----- | ----- | ----- | ----- | ----- |
| 1.570 | 1.538 | 1.465 | 1.465 | 1.456 | 1.451 | 1.441 |

38°55′B 5°47′T / 38,917°B 5,783°T